# 克罗姆林环形山

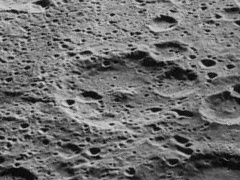
月球轨道器5号拍摄的西向斜视图

克罗姆林环形山（Crommelin）是位于月球背面南极附近一座古老的大撞击坑，约形成于45.5-39.2亿年前的前酒海纪，其名称取自英国天文学家暨数学家安德鲁·克劳德·德拉·凯罗伊斯·克罗姆林（1865年-1939年），1970年被国际天文学联合会批准接受。

## 描述
该陨坑位于西北及东北偏北分别毗邻伯尔拉赫环形山和艾克曼环形山、东面不远处坐落了较小的道森陨石坑，张钰哲陨石坑及巨大的环壁平原-塞曼环形山位于它的东南偏东、而西南则横亘了努梅罗夫环形山。该陨坑中心月面坐标为68°06′S 146°54′W / 68.1°S 146.9°W，直径93.48公里，深度约2.838公里。
克罗姆林环形山几乎已被后续的撞击完全磨损，现已成为月表上一处难以辨别的坑状洼地。它的东半侧几乎完全损毁，沿外凸的西北边缘附靠了卫星坑“克罗姆林 X”。该环形山残壁最大高出周边地形1440米，内部容积约8491立方千米。坑底表面密布着大量尺寸不一的小撞击坑，其中最大的二座靠近南侧内侧，沿北侧内壁可见到一座模糊的废墟坑残迹，而坑底中部，微微隆起的月表构成了一座细小的中央丘。

## 卫星陨石坑
按惯例，最靠近克罗姆林环形山的卫星坑将在月图上以字母标注在它的中心点旁边。

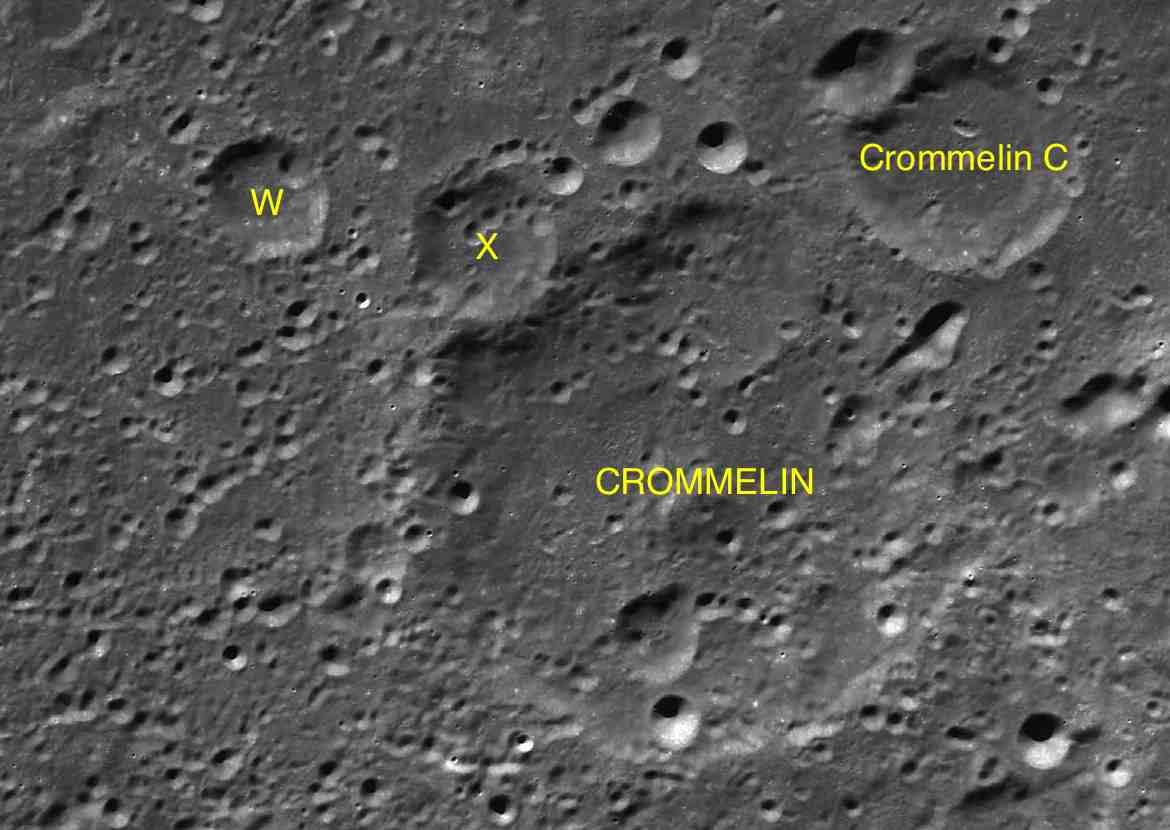
LAC-142 区域图

| 克罗姆林 | 纬度     | 经度      | 直径      |
| -------- | -------- | --------- | --------- |
| C        | 65.46° S | 144.09° W | 41.58公里 |
| W        | 65.62° S | 153.67° W | 22.30公里 |
| X        | 65.97° S | 150.71° W | 26.74公里 |

- 卫星坑克罗姆林 C约形成于酒海纪[1]。

## 另请参阅
- Andersson, L. E.; Whitaker, E. A. . NASA RP-1097. 1982.
- Blue, Jennifer. . USGS. July 25, 2007  [2007-08-05]. （原始内容存档于2018-12-25）.
- Bussey, B.; Spudis, P. . New York: Cambridge University Press. 2004. ISBN 978-0-521-81528-4.
- Cocks, Elijah E.; Cocks, Josiah C. . Tudor Publishers. 1995. ISBN 978-0-936389-27-1.
- McDowell, Jonathan. . Jonathan's Space Report. July 15, 2007  [2007-10-24]. （原始内容存档于2018-12-25）.
- Menzel, D. H.; Minnaert, M.; Levin, B.; Dollfus, A.; Bell, B. . Space Science Reviews. 1971, 12 (2): 136–186. Bibcode:1971SSRv...12..136M. doi:10.1007/BF00171763.
- Moore, Patrick. . Sterling Publishing Co. 2001. ISBN 978-0-304-35469-6.
- Price, Fred W. . Cambridge University Press. 1988. ISBN 978-0-521-33500-3.
- Rükl, Antonín. . Kalmbach Books. 1990. ISBN 978-0-913135-17-4.
- Webb, Rev. T. W.  6th revised. Dover. 1962. ISBN 978-0-486-20917-3.
- Whitaker, Ewen A. . Cambridge University Press. 1999. ISBN 978-0-521-62248-6.
- Wlasuk, Peter T. . Springer. 2000. ISBN 978-1-85233-193-1.